# Doctor Dolittle (film din 1967)
Doctor Dolittle (în engleză Doctor Dolittle sau Dr. Dolittle) este un film de comedie fantastic muzical pentru copii regizat de Richard Fleischer după un scenariu de Leslie Bricusse. În rolurile principale au interpretat actorii Rex Harrison și Samantha Eggar.
A fost produs de studiourile APJAC Productions și a avut premiera la 12 decembrie 1967, fiind distribuit de 20th Century Fox. Coloana sonoră a fost compusă de Leslie Bricusse. 
Cheltuielile de producție s-au ridicat la 17 milioane $ și a avut încasări de 9 milioane $.

## Distribuție
- Rex Harrison - Doctor John Dolittle
- Samantha Eggar - Emma Fairfax
- Anthony Newley - Matthew Mugg
- Richard Attenborough - Albert Blossom
- Peter Bull - General Bellowes
- Muriel Landers - Mrs. Blossom
- William Dix - Tommy Stubbins
- Geoffrey Holder - William Shakespeare X
- Portia Nelson - Sarah Dolittle, sora Doctorului Dolittle
- Norma Varden - Lady Petherington
- Ginny Tyler - vocea Polynesiei (nemenționată)
- Jack Raine -  Vicar (nemenționat)
- Paul Vernon - Fisherman (nemenționat)
- Arthur Gould-Porter - Sir Rupert (nemenționat)
- Bob Winters - Juggler (nemenționat)
- Queenie Leonard - Courtroom Spectator (nemenționat)
- Cyril Cross - Charlie (nemenționat)
- Rufus - Dog (nemenționat)
- Sophie - Seal (nemenționat)
- Polynesia - Parrot (nemenționat)
- Wally Ross - Elephant Act (nemenționat)